# Ronnie Lane
Ronnie Lane, geboren als Ronald Frederick Lane (Plaistow (Newham), 1 april 1946 - Trinidad (Colorado), 4 juni 1997), was een Brits muzikant, songwriter en muziekproducent. Hij maakte deel uit van de Small Faces en The Faces. Halverwege de jaren zeventig werd bij hem multiple sclerose vastgesteld. Na zijn vertrek bij The Faces richtte hij de band Slim Chance op. Daarnaast heeft hij enkele soloalbums opgenomen en met verschillende artiesten gewerkt, onder wie Ron Wood en Pete Townshend.

## Discografie
- Small Faces (1966, met Small Faces)
- Small Faces (1967, met Small Faces)
- Ogdens' Nut Gone Flake (1968, met Small Faces)
- First Step (1970, met Faces)
- Happy Birthday (1970, met o.a. Pete Townshend)
- Long Player (1971, met Faces)
- A Nod Is as Good as a Wink... to a Blind Horse (1971, met Faces)
- Anymore for Anymore (1974, soloalbum)
- Ronnie Lane's Slim Chance (1974, soloalbum)
- One for the Road (1976, soloalbum)
- Mahoney's Last Stand (1976, met Ron Wood)
- Rough Mix (1977, met Pete Townshend)
- See Me (1980, soloalbum)